# ジョヴァンニ・アンブロージョ・フィジーノ
ジョヴァンニ・アンブロージョ・フィジーノ（Giovanni Ambrogio Figino、Ambrogio Figino や Figini　とも呼ばれる。1553年 - 1608年10月11日）はイタリアのマニエリスムの画家である。

## 略歴
ミラノの甲冑師の息子に生まれた。1564年からジョバンニ・パオロ・ロマッツォ(Giovanni Paolo Lomazzo: 1538–1592) の弟子になり、はじめ肖像画家になった。肖像画の代表作にはミラノの銀行家の一族の人物を描いた「Ambrogio Annoniの肖像画」などがある。 
1580年代初めに、イエズス会から宗教画の注文を受けて宗教画を制作した。この頃、ローマに旅し、ミケランジェロの作品に触れて影響を受けた。ミラノの教会などの祭壇画を描いたが、1599年に描いた「ゼウスとヘーラーとイーオー 」は神聖ローマ帝国皇帝ルドルフ2世の注文で描いた作品もある。1590年代の前半に「静物画」を描き、これはカラヴァッジオの静物画と同時期でイタリアでは最も初期の純粋な静物画となった。
その他にミラノ聖堂のオルガン演奏室の扉絵も描いた。

## 作品

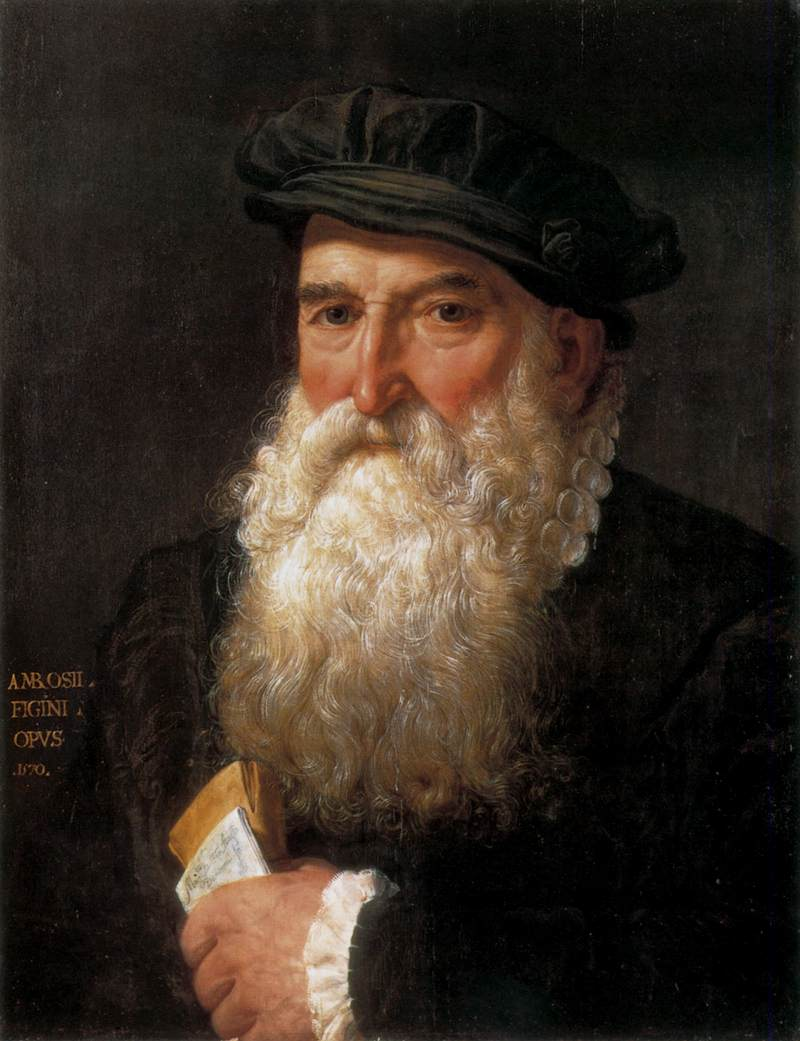
「Ambrogio Annoniの肖像画」
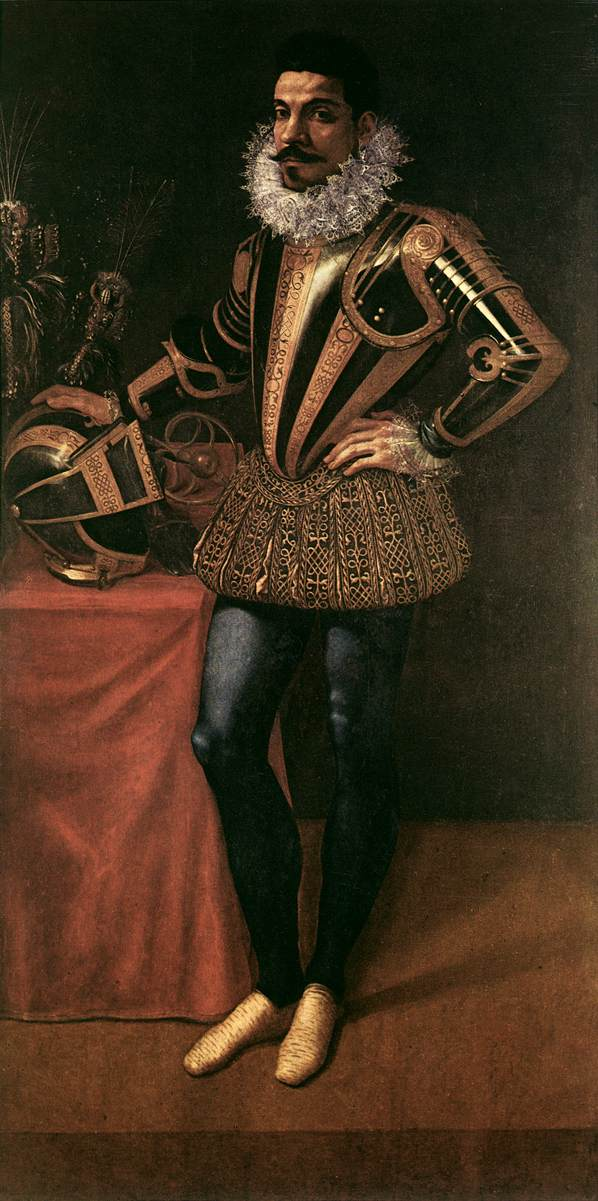
ミラノの軍人Lucio Foppa
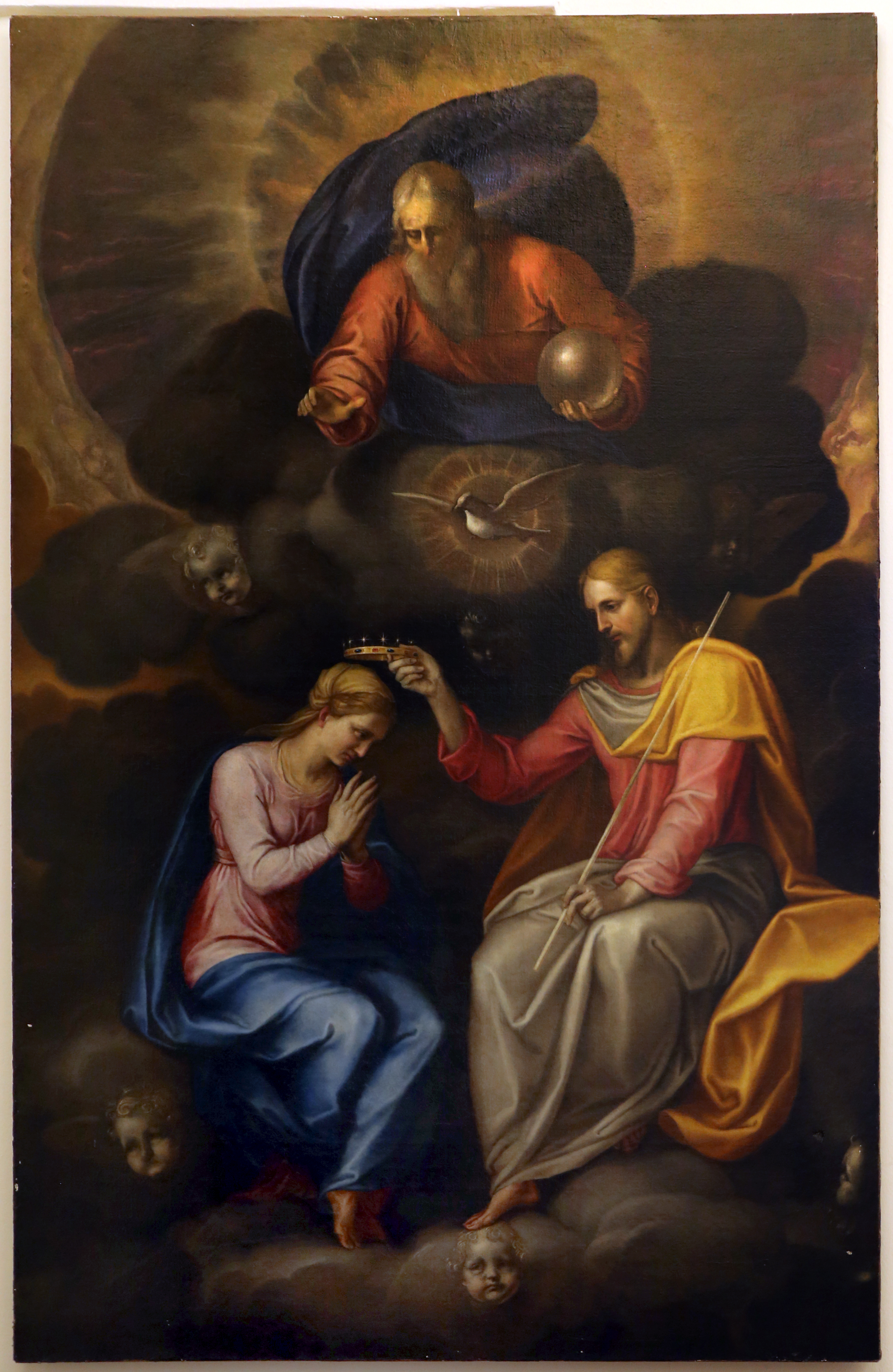
聖母戴冠
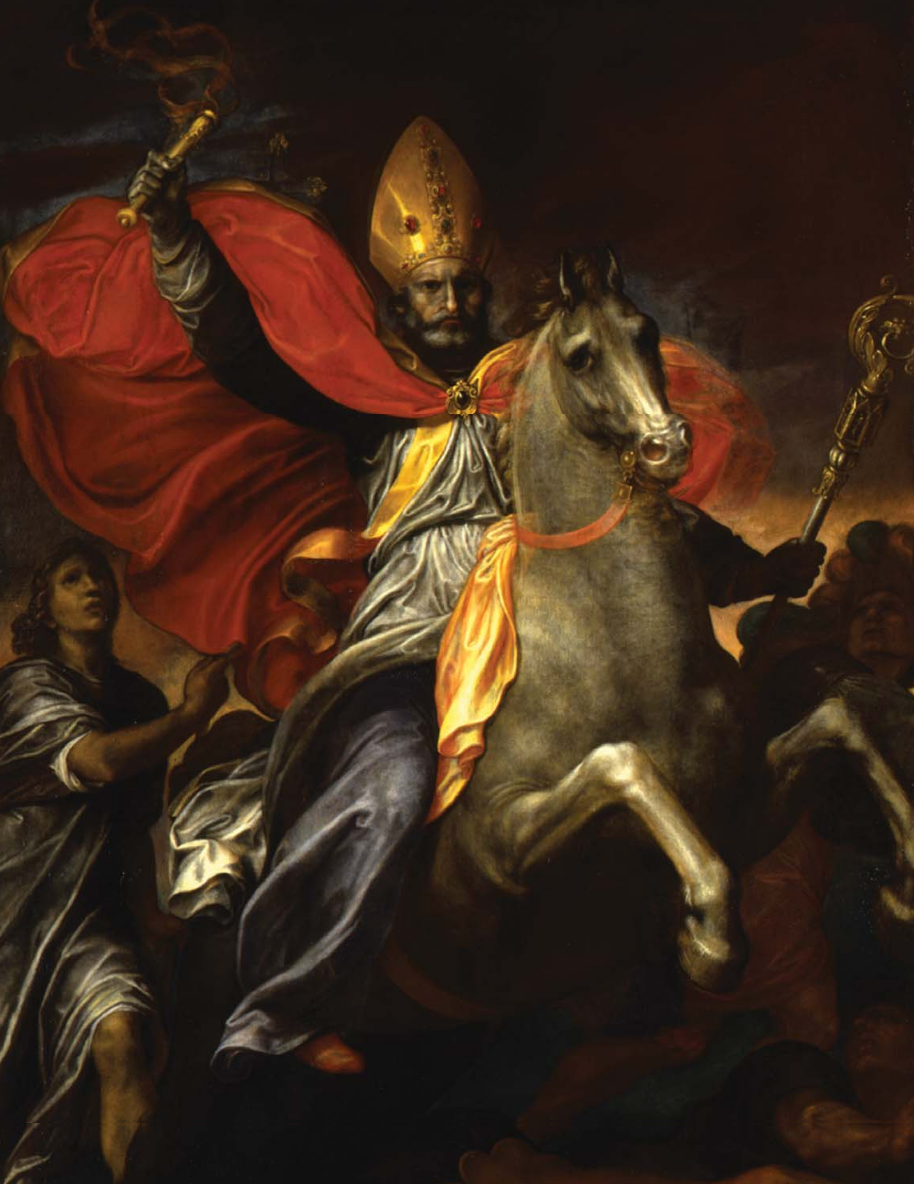
パラビアーゴの戦いに現れてミラノの勝利をもたらした守護聖人

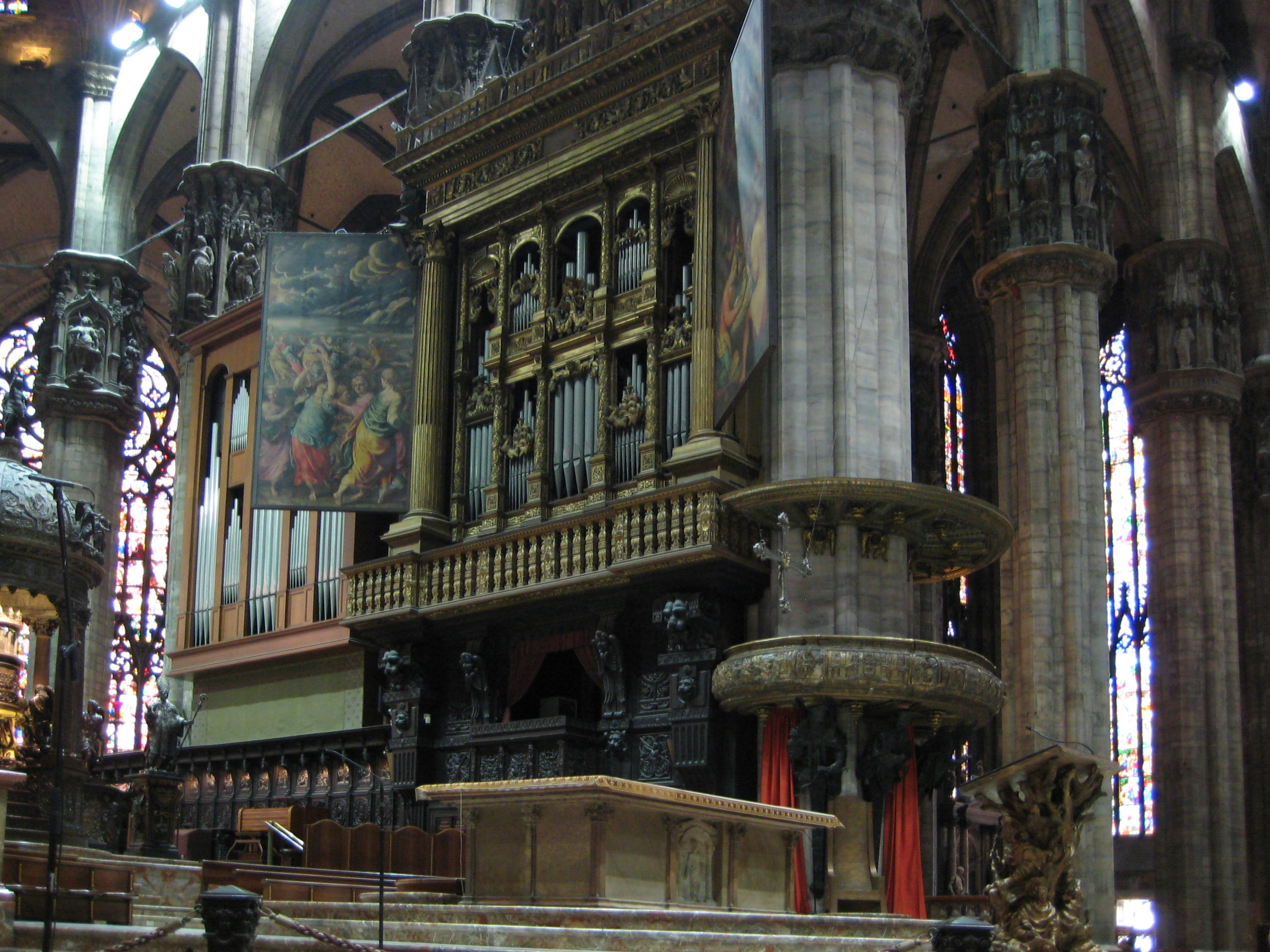
ミラノ聖堂のオルガン演奏室の扉絵
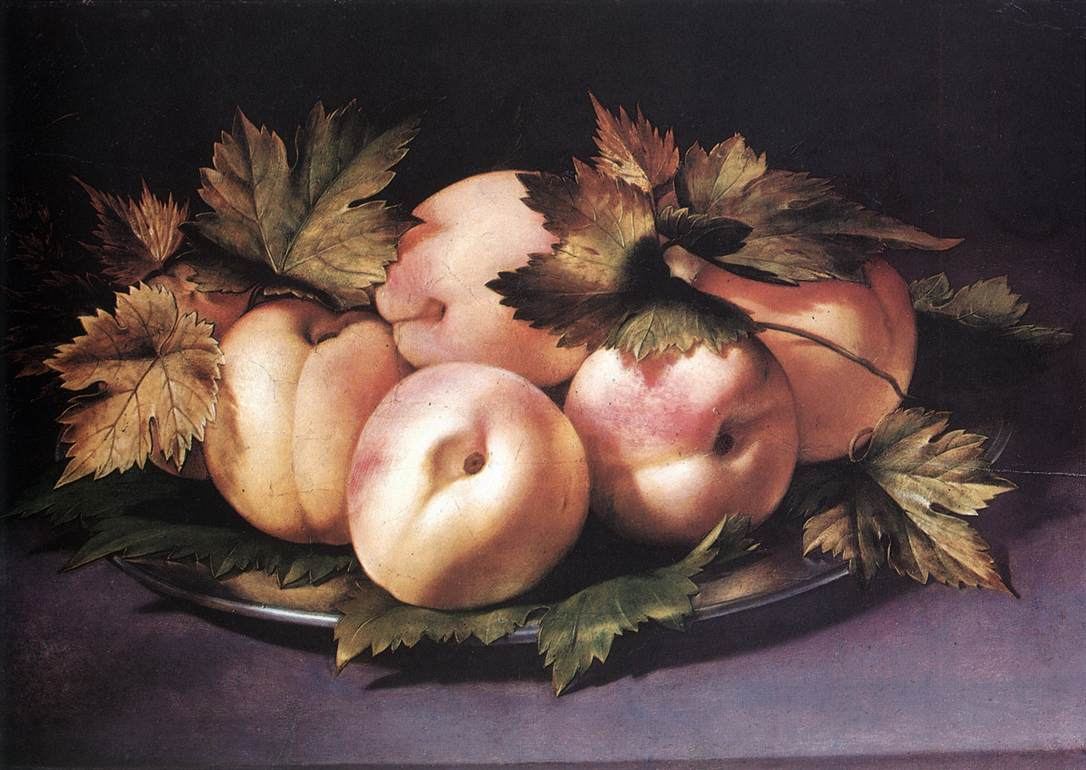
静物画